# Igor Matovič
Igor Matovič (* 11. května 1973 Trnava) je slovenský politik a bývalý podnikatel, zakladatel politického hnutí Slovensko (dříve OBYČAJNÍ ĽUDIA a nezávislé osobnosti), od roku 2010 poslanec slovenského parlamentu, od března 2020 do dubna 2021 předseda vlády Slovenské republiky a od dubna 2021 do prosince 2022 ministr financí v kabinetu Eduarda Hegera.

## Studia a podnikání
Narodil se v Trnavě, vyrůstal v nedaleké vesnici Borová. V roce 1987 nastoupil na trnavské gymnázium, kde projevoval talent především na přírodní vědy. V letech 1993–1998 absolvoval studium finančního managementu na Fakultě managementu Univerzity Komenského v Bratislavě. Jeho diplomové práce čelí podezření z plagiátorství.
V roce 1997 se stal živnostníkem a v roce 2002 založil vlastní vydavatelství RegionPRESS, které vydává na celém Slovensku síť regionálních reklamních týdeníků. V roce 2007 převedl společnost na svou manželku Pavlínu.

## Politická kariéra

### Počátek politické kariéry (2010–2011)
Někdy před rokem 2010 se Matovič rozhodl vstoupit do politiky a založil občanské sdružení Obyčajní ľudia. V parlamentních volbách v roce 2010 kandidoval společně s dalšími členy sdružení (Erika Jurinová, Jozef Viskupič, Martin Fecko) na posledních místech kandidátky liberální strany Sloboda a Solidarita (SaS), přičemž sám Matovič se díky preferenčním hlasům dostal ze 150. místa až na čtvrté místo kandidátky. Strana získala ve volbách 12,1 %, a Matovič se tak stal poslancem Národní rady.
Záhy po nástupu do parlamentu se Matovič zviditelnil různými mediálními akcemi. Hned v červnu 2010 řekl v rozhovoru, že mu bylo nabídnuto 20 milionů eur, pokud čtyři poslanci Obyčajných ľudí zablokují vznik nastupující středopravicové vlády Ivety Radičové – už o den později však oznámil, že se mělo jednat pouze o vtip. V červenci 2010 se dostal do sporu s předsedou SaS Richardem Sulíkem ohledně zahrnutí požadavků jeho hnutí do programového prohlášení vznikající vlády, v srpnu 2010 vzbudil mediální pozornost jeho konflikt s poslankyní Annou Belousovovou a v září 2010 zaparkoval svůj vůz na přechodu pro chodce na Kamenném náměstí v samém centru Bratislavy – jako protest proti absurditě poslanecké imunity.
Eskalující Matovičovy akce a jeho spory se zbytkem koalice (způsobené také různými výroky na adresu některých svých koaličních partnerů nebo společným hlasováním s opozicí vedenou stranou SMER-SD) pak vedly k jeho definitivnímu vyloučení z poslaneckého klubu SaS v únoru 2011. V tomto období měl už pověst politika intenzivně vyhledávajícího mediální pozornost. V listopadu 2011 Matovič proměnil své hnutí z občanského sdružení v regulérní politické hnutí.
Před parlamentními volbami v roce 2012 Matovič pokračoval v dalších kontroverzních vystoupeních v parlamentu i na veřejnosti. V prosinci 2011 představil kandidátní listinu svého hnutí, jejímž lídrem byl fyzik a publicista Martin Mojžiš a sám Matovič kandidoval z posledního místa; za hnutí OBYČAJNÍ ĽUDIA a nezávislé osobnosti kandidovali také zástupci OKS a KDS. Hned v únoru 2012 však ze 150členné kandidátky odstoupilo téměř 30 politiků a jiných kandidátů, dotčených jeho požadavkem, aby absolvovali test na detektoru lži s otázkou, zda v minulosti nevzali úplatek. Matovičovo politické působení v té době budilo již velmi silné kontroverze. Ve volbách získalo jeho hnutí 8,55 %, a v novém parlamentu tak mělo 16 poslanců.

### Parlamentní působení během vlády SMER-SD (2012–2020)
Během druhé a třetí vlády Roberta Fica a rekonstruované vlády Petera Pellegriniho v období 2012–2020 se Matovič věnoval zejména ostré kritice premiéra Roberta Fica, skandálům vládní strany SMER-SD a upozorňování na různé nepravosti a údajnou majetkovou trestnou činnost vysoce postavených politiků. K nejznámějším akcím z tohoto období patří například sypání injekčních stříkaček na hlavu poslance Martina Poliačika v září 2012 (kvůli jeho přiznání k drogové minulosti), umístění papírové makety premiéra Fica do jednacího sálu parlamentu v září 2013, upozornění na údajný daňový podvod Radoslava Procházky (předsedy strany #SIEŤ a dřívějšího prezidentského kandidáta) v červnu 2014 a zveřejnění související nahrávky o měsíc později nebo tvrzení o existenci údajné schránkové firmy Roberta Fica v Belize s majetkem přes 650 milionů dolarů v srpnu 2015. V listopadu 2015 poprvé vystoupil v parlamentu v tričku s nápisem „Fico chrání zloděje“, jež následně často nosil i v následujících letech v opozici.
Krátce před parlamentními volbami v roce 2016 premiér Robert Fico obvinil Matoviče ze závažného praní špinavých peněz ve výši přibližně 120 milionů slovenských korun, kterého se měl dopustit již v roce 2008; případ začala prakticky okamžitě vyšetřovat policie. Hnutí OĽaNO získalo ve volbách 11,02 % hlasů a 19 mandátů v parlamentu. Matovič se záhy znovu politicky sblížil se Sulíkovou stranou SaS, a prostřednictvím parlamentu a pravidelných veřejných protestů začal bojovat proti ministrovi vnitra Robertu Kaliňákovi a premiérovi Ficovi. V srpnu 2016 dostal vysokou pokutu za drobné administrativní pochybení (nepřerušená živnost) z roku 2013, přičemž za tento delikt mu hrozila dokonce ztráta poslaneckého mandátu. Na přelomu let 2016 a 2017 se dostal do ostrých sporů s předsedou Národní rady Andrejem Dankem, které postupně přerostly v několik trestních oznámení, kontroverze kolem úředního otevírání poslanecké korespondence, neshod ohledně Matovičových parlamentních absencí a osobních útoků. V dubnu 2017 bylo zastaveno trestní stíhání proti Matovičovi ve věci zatajeného účetnictví jeho firmy RegionPress z let 2002–2004, na nějž upozornil počátkem předchozího roku premiér Fico; podle policie byl skutek promlčen.
Po vraždě novináře Jána Kuciaka v únoru 2018 začal Matovič znovu pořádat veřejné demonstrace. V únoru 2019 se po dvou letech definitivně rozhodlo o jeho setrvání v parlamentu v souvislosti s jeho starší kauzou ze srpna 2016. V únoru 2019 ohlásil úmysl kandidovat ve volbách do Evropského parlamentu, nicméně v květnu téhož roku se své kandidatury vzdal. V březnu 2019 zveřejnil údajnou SMS komunikaci mezi vysoce postaveným státním zástupcem Peterem Šufliarskym a obviněným podnikatelem Marianem Kočnerem a v srpnu 2019 organizoval protest za odvolání státní tajemnice ministerstva spravedlnosti Moniky Jankovské, rovněž podezřelé z komunikace s Kočnerem. V říjnu 2019 zveřejnil Matovič další SMS komunikaci – tentokrát mezi Kočnerem a místopředsedou parlamentu Martinem Glváčem, což vedlo ke Glváčově brzké rezignaci na tento post.
V kampani před parlamentními volbami v roce 2020 zaznamenal Matovič prudký vzestup podpory svého hnutí, která byla koncem roku 2019 poměrně nízká. K nejvýraznějším aktivitám jeho kampaně patřily návštěvy francouzského města Cannes, kde natáčel luxusní vilu bývalého ministra za SMER-SD Jána Počiatka a na Kypru, kde upozornil na schránkové firmy finanční skupiny Penta Investments. Kromě toho spustil velké internetové hlasování o podstatných otázkách slovenské společnosti. Hnutí nakonec ve volbách zaznamenalo výrazný zisk 25,0 % hlasů, což Matovičovi umožnilo stát se předsedou nové slovenské vlády.

### Předseda vlády (2020–2021)
Dne 21. března 2020 byl prezidentkou Zuzanou Čaputovou jmenován předsedou vlády Slovenské republiky.
Jako premiér nastolil nekonvenční způsob oficiální komunikace s veřejností. Neustanovil například žádného mluvčího a pro komunikaci si ponechal pouze svůj soukromý profil na sociální síti Facebook, na němž měl v srpnu 2020 více než 200 tisíc sledovatelů. Byl kritizován za způsob komunikace neodpovídající státníkovi a využívání nespisovných výrazů nebo vulgarismů.

#### Pandemie covidu-19
Vláda Igora Matoviče moc převzala v období pandemie covidu-19, proti jehož šíření zavedla různá opatření.
Zákaz vycestování z okresu trvalého bydliště bez legitimního důvodu byl realizován policejními kontrolami na hranicích jednotlivých okresů, první den platnosti toto nařízení způsobilo hodinové zácpy na frekventovaných úsecích, a nařízení bylo změněno na namátkové kontroly. Toto opatření a uzavření všech neesenciálních provozů bylo předmětem dalšího sporu s koaličním partnerem Richardem Sulíkem, tato opatření byla silně kritizována i opozicí.
Dalším sporným opatřením, které bylo vysoce kritizováno opozicí bylo oddálení splátek bankovních úvěrů, kde ale během oddálení na úvěrech narůstaly dále úroky. Vláda zavedla i pomoc podnikatelům, slíbila vyplatit miliardu na pomoc podnikatelům, kterým klesl zisk v důsledku nařízení vlády. Toto opatření bylo kritizováno cílovými skupinami, protože mnoho z nich se ke kompenzacím ani nedostalo. Pomoc byla označena jako nedostatečná a byla podmíněná žádostmi, které si žadatelé museli samostatně vyplnit a podat.

#### Vládní krize a demise
Na začátku března 2021 nechal Matovič i přes nesouhlas koaličních partnerů objednat 200 tisíc dávek neschválené ruské vakcíny Sputnik V. To vyvolalo odpor nejen mezi obyvateli, ale i mezi koaličními partnery. Jako první se proti němu postavila strana ZA ĽUDÍ, později pak SaS. 12. března pak rezignoval ministr zdravotnictví Marek Krajčí (OĽaNO). Od 17. do 23. března podalo demisi 5 členů vlády z řad SaS a Za ľudí. 25. března SaS pozastavila svou účast v koalici, dokud Igor Matovič nepodá demisi. Podobné ultimátum podaly i další koaliční strany (Sme rodina a ZA ĽUDÍ). Premiér však kladl požadavek, aby strana Svoboda a solidarita (SaS) výměnou za jeho rezignaci vrátila jedno ministerstvo.
Dne 28. března 2021 Igor Matovič od této podmínky upustil a oznámil svou demisi. Křeslo premiéra uvolnil ministru financí a dočasnému ministru zdravotnictví a školství Eduardu Hegerovi, přičemž sám vyjádřil ambici zaujmout toto ministerské křeslo v Hegerově budoucí vládě. O den později doručil Heger prezidentce Zuzaně Čaputové seznam poslanců podporujících jeho vládu. Vláda se tak v podstatě nerozpadla, pouze došlo k výměně ministra financí a ministerského předsedy. 30. března přijala Zuzana Čaputová Matovičovu demisi a pověřila stávající vládu výkonem funkce do jmenování nového kabinetu.

### Kandidatura na prezidenta
V lednu 2024 oznámil kandidaturu na funkci prezidenta Slovenské republiky. Na tiskové konferenci přitom sám uvedl, že se prezidentem určitě nestane, neboť si je vědom, že určitě nebude zvolen. Se ziskem 49 201 hlasů (2,18 %) v prvním kole skončil na pátém místě, a do druhého kola tak nepostoupil. V něm podpořil Ivana Korčoka. V evropských volbách v roce 2024 kandidoval na posledním 15. místě kandidátní listiny Slovensko a Za ľudí na funkci europoslance, ale nebyl zvolen.
Podle průzkumu veřejného mínění z poloviny roku 2025 Matovičovi 35 % obyvatel země nedůvěřovalo a uvádělo, že jej považuje za lháře. V hodnocení tak skončil na druhém nejhorším místě za předsedou SMERu-SD Robertem Ficem.